# Loggia del Grano
Die Loggia del Grano in Florenz befindet sich auf der Piazza del Grano, an der Ecke Via de’ Neri und Via de’ Castellani (mit seitlichem Blick auf die Via del Castello d’Altafronte), auf der Rückseite der Uffizien und nur wenige Schritte von der Piazza della Signoria entfernt.
Die Loggia ist in der 1901 von der Direzione Generale delle Antichità e Belle Arti, erstellten Liste als wichtiges Bauwerk aufgeführt, das als nationales Kulturgut zu betrachten ist.

## Geschichte

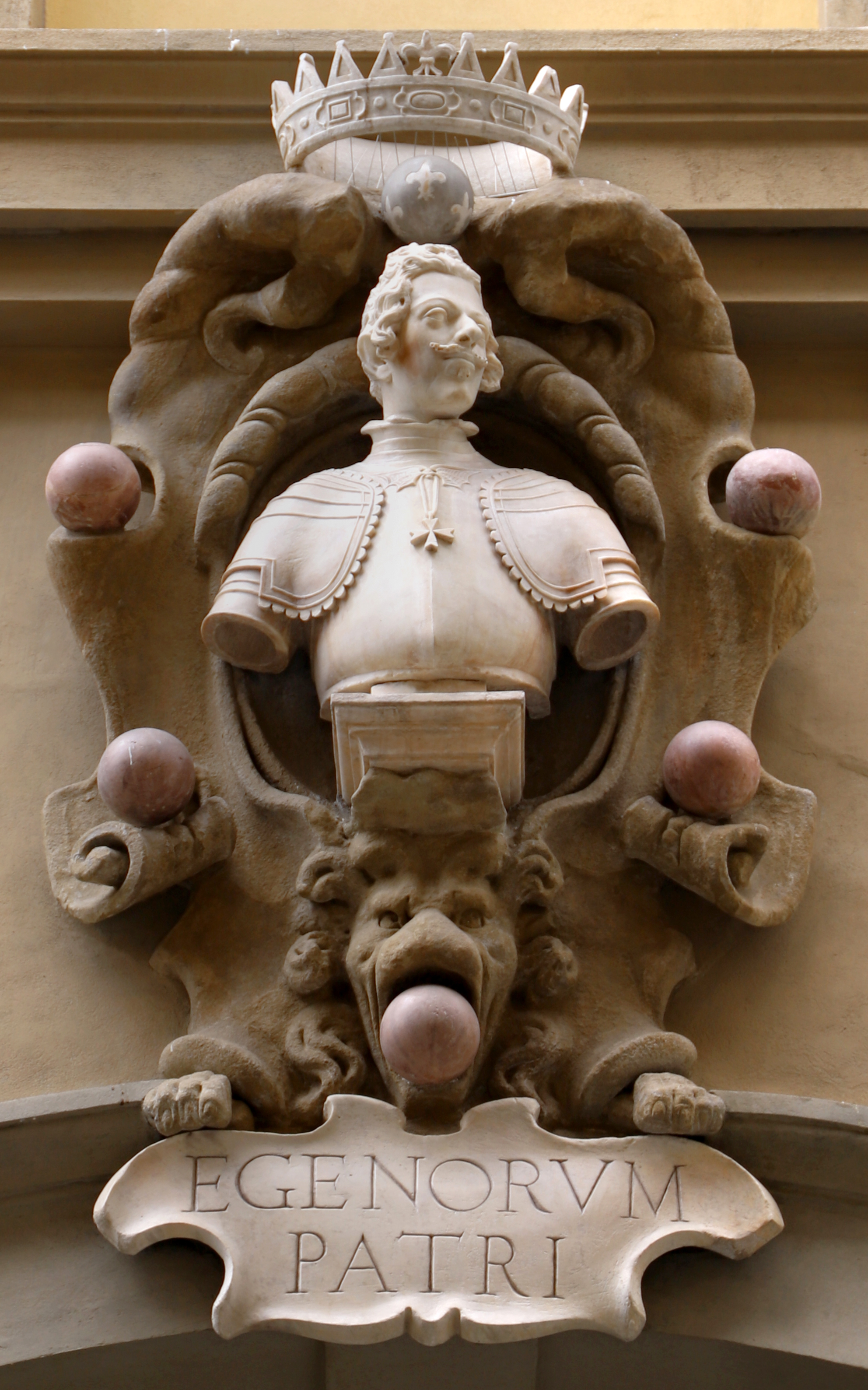
Büste von Cosimo II.

Der Markt von Orsanmichele wurde aufgegeben, weil die Volksfrömmigkeit gegenüber der Jungfrau Maria und der Heiligen Anna die Getreideloggia zu einem Ort der Heiligenverehrung machte. Im Jahr 1356 wählte man einen Platz in der Nähe des Palazzo Vecchio, wo bereits ein Kräuter- und Weinmarkt stattfand. Bei dieser Gelegenheit wurde die Errichtung eines neuen Gebäudes beschlossen, den „Palco“ oder „Munizione del grano“, dem einige Häuser der Familien Foraboschi, Talani, Filipetri und Fogni geopfert wurden. Der „Palco“, der nach den Plänen von Buonsignori nicht den Charakter eines Monumentalbaus haben sollte, wurde den Ufficiali della Torre anvertraut, einem Magistrat, der für die Kontrolle der öffentlichen Bauten zuständig war und dessen Wappen noch heute unter der Loggia zu sehen ist.

### 17. Jahrhundert
Die heutige Loggia wurde 1619 vom Architekten Giulio Parigi im Auftrag des Großherzogs Cosimo II. als Getreidemarkt errichtet, eine Funktion, die in der Vergangenheit auch die Kirche von Orsanmichele innehatte. Hier wurde seit 1359 Getreide verkauft und es war notwendig, die alte Anlage, die den Bedürfnissen der Stadt nicht mehr entsprach, durch ein angemessenes Gebäude zu ersetzen (wegen der Bedeutung, die das Gebiet in der Nähe des Palazzo Vecchio in der Zwischenzeit erlangt hatte), das auf jeden Fall weiterhin als überdachter Markt und im oberen Stockwerk als Getreidespeicher genutzt werdejn konnte.
Der Getreidehandel fand an jedem Wochentag unter dem Schutz der großen Gewölbe statt, in Anwesenheit und unter direkter Aufsicht der Ufficiali della Grascia. Diese „Grascini“ kontrollierten die Qualität und Quantität des Weizens und des Getreides, die Ordnungsmäßigkeit der Preise und das Feilschen, das um die neunte Stunde auf das Signal der Ufficiali begann. Es wurde streng darauf geachtet, dass sich auf dem Getreidemarkt keine Veränderungen ergaben, denn auf dem Brot basierte die gesamte Ernährung, es war das Grundnahrungsmittel schlechthin, zumindest für die weniger wohlhabenden Schichten, und wurde für alle zugesichert. Bäcker, die das Brot „verfälschten und verdarben“, wurden sogar mit Gefängnis oder Stadtverweis bestraft.
Mit der Bedeutung der Loggia ist auch die alte florentinische Redewendung „a tutto spiano“ verbunden, die eine Handlung bezeichnet, die ganz, d. h. bis zum Ende ausgeführt wird. Und „spiano“ war genau das Maß für die Weizenmenge, die die Ufficiali della Grascia oder dell’Abbondanza den Bäckern jeden Monat für die Brotherstellung zuteilten: Wenn es keine Hungersnöte oder besonderen Engpässe gab, wurde genau diese Menge mit „tutto spiano“ reichlich verteilt, während sie sonst auf einen halben spiano oder noch weniger reduziert wurde.

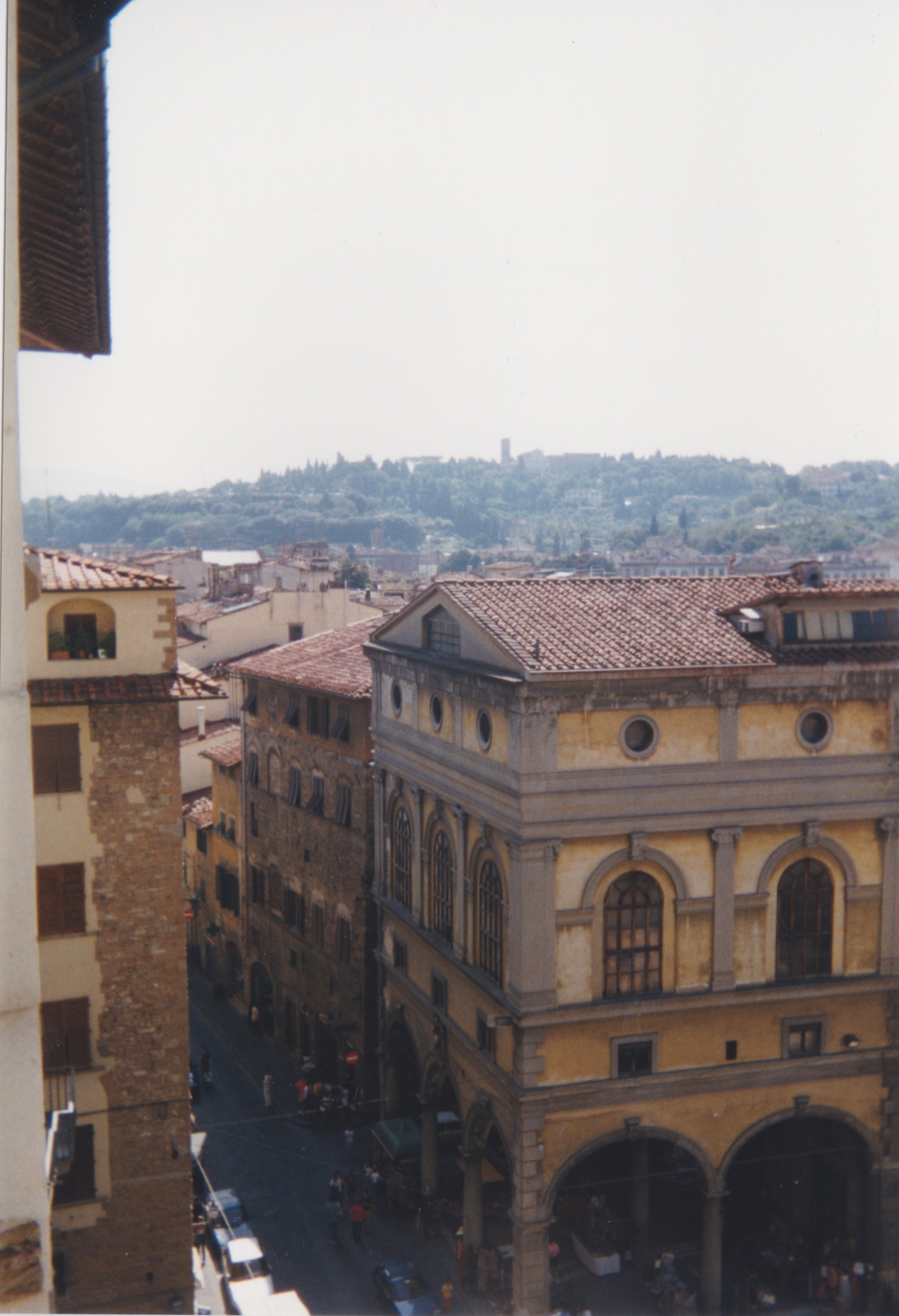
Die Loggia (unten rechts) von der Terrasse des Saturno im Palazzo Vecchio aus gesehen (1999)

Der Architekt Parigi „schuf eine geräumige und bequeme Loggia nach toskanischem Vorbild, die vielleicht die schönste ist, die man in dieser Hinsicht sehen kann: Die Loggia ist in sechs Abschnitte unterteilt und wird von vier Pfeilern und acht Säulen getragen. Ihre verhältnismäßige Höhe, die sie im Vergleich zu der Ordnung, die sie bilden soll, schlanker erscheinen lässt, macht sie außerordentlich schön und würdig, als Beispiel für Werke ähnlicher Art zu dienen“ (Follini-Rastrelli). Derselbe Vincenzio Follini und Modesto Rastrelli zeigen, um den Wert des Bauwerks zu unterstreichen, eine Abbildung auf einem Kupferstich und weisen darauf hin, dass im unteren Teil der Loggia einige Elemente des älteren Bauwerks, des Palco del Grano, eingefügt wurden: "Oben an der Wand sieht man noch die drei Wappen des Volkes, der Stadt und der Guelfen; in der Mitte die Symbol des Staio und die beiden Türme der Capitani di Torre, die diese Verkäufe leiteten".
In der Loggia del Grano versammelte sich eine der Potenze festeggianti: die Reame della Spiga.

### Neue Funktionen
Bereits 1690 verlor die Loggia jedoch ihre Funktion zugunsten des neuen Granaio dell’Abbondanza in Oltrarno und wurde von da an häufig umgebaut und umfunktioniert. Es wurde eine Druckerei eröffnet und die Redaktion der Zeitung Il Monitore Toscano untergebracht.
Im Jahr 1868, als neue und funktionellere Märkte entstanden, wurde das Gebäude aufgestockt und unter Einbeziehung weiterer Räume des angrenzenden Gebäudes vom friaulischen Architekten Andrea Scala in ein Theater umgewandelt (wie einst auf einer Marmortafel außerhalb der Loggia zu lesen war, die von Bigazzi überliefert wurde), das der Schauspieler Tommaso Salvini, dem das Gebäude damals gehörte, in Auftrag gegeben hatte und das er zunächst Teatro della Loggia und nach seinem Tod Teatro Salvini genannt wurde. Später wurde es in ein größeres Gebäude integriert, das 1910 zum Konzertcafé „Folies Bergère“ und ab 1935 zum Cinema Varietà Imperiale wurde. Von 1953 bis 1957 wurde es von den Architekten Nello Baroni und Maurizio Tempestini renoviert und erhielt den Namen Cinema Edison, später Capitol.
Anfang der 1990er Jahre beherbergte die Loggia eine Zeit lang einen Bauernmarkt, dann ein Restaurant und schließlich eine Buchhandlung mit Ständen im Freien. Seit dem 14. Dezember 2022 befindet sich hier das Kaufhaus Coin, das sich zuvor im ehemaligen Bazar Bonaiuti in der Via de’ Calzaiuoli befand.

## Beschreibung

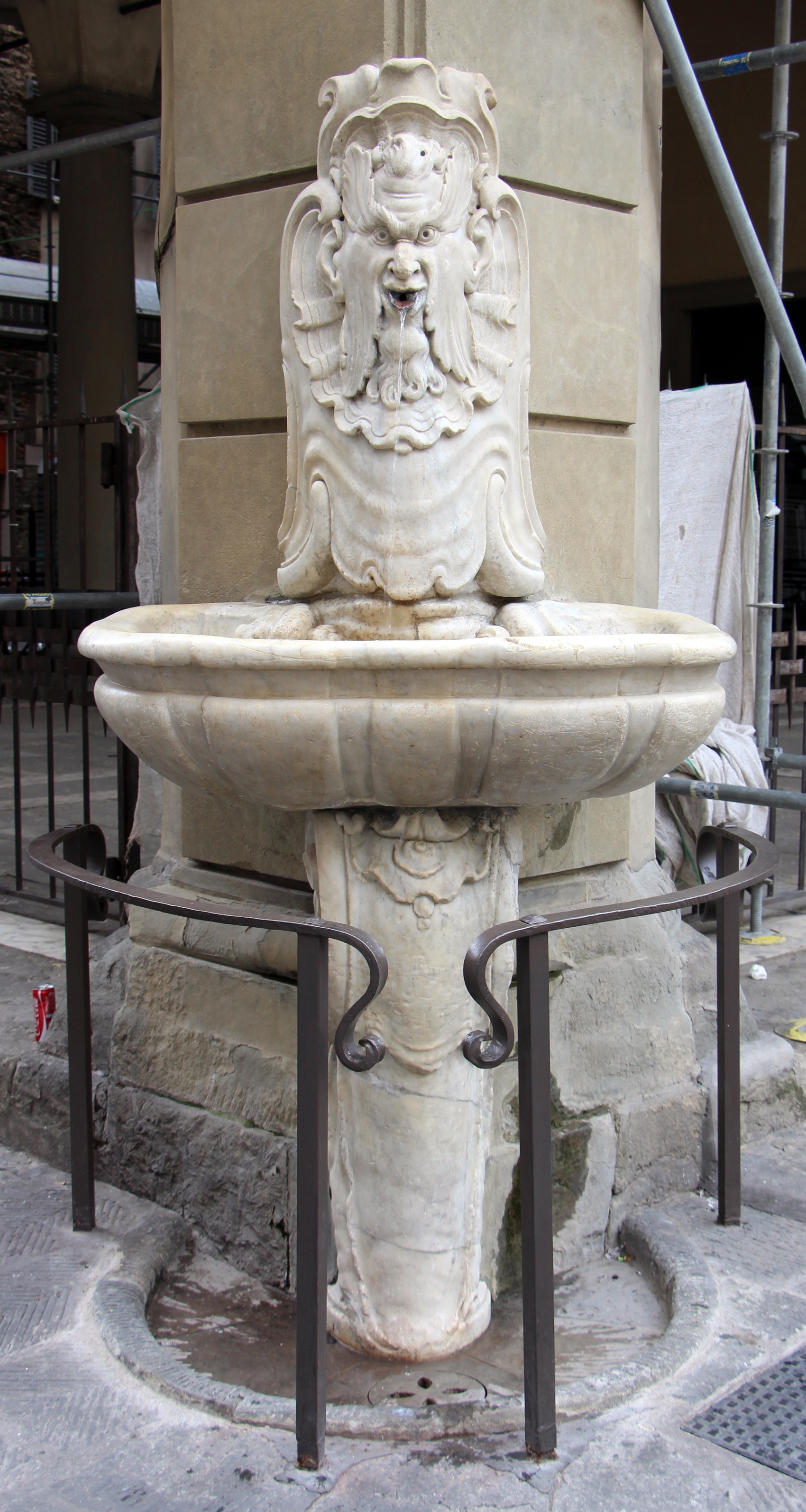
Die Fontana del Mascherone

Die Loggia hat drei Bögen an der Vorderseite und zwei an der Seite, die durch Gitter verschlossen sind. Die durch Voluten im Schlussstein aufgelockerten Bögen werden von toskanischen Säulen und an den Ecken von mit Quadersteinen verkleideten Pilastern getragen. Oberhalb des Gesims und dem Mezzanin (mit rechteckigen, in Stein gehauenen Fenstern) befindet sich das Stockwerk aus dem 19. Jahrhundert. Ein Gesims aus Stein zeichnet die Profile der Bögen nach, die sich horizontal auf der Höhe der Pfeiler fortsetzen und die Pilaster auf halber Höhe schneiden. Auch hier kehrt das Motiv der steinernen Volute in der Mitte der Bögen in verstärkter Form wieder.
Weiter oben befindet sich das Gesims, das aus einem breiten Rahmenband mit verschiedenen Vorsprüngen besteht, hinter dem die ebenfalls in Stein profilierten Okuli des Dachgeschosses zu sehen sind. Das Dach ist giebelständig über einem weiteren Gesims mit einem großen Giebelfenster in der Mitte.
Die Büste von Cosimo II. mit dem Stephanskreuz, in der Inschrift als Egenorvm Patri („Vater der Bedürftigen“) bezeichnet, auf dem Mittelbogen über der Via de’ Neri ist ein Werk von Chiarissimo Fancelli (nach Filippo Baldinucci). Der Marmorbrunnen an der Ecke, der in der Literatur meist Fancelli zugeschrieben wird, ist bei Follini-Rastrelli als späteres, „fast modernes“ Werk verzeichnet. Trotz seiner spätmanieristischen Züge (siehe die Fontana dello Sprone, dem er nachempfunden ist) wurde er tatsächlich 1764 auf Initiative der lothringischen Regentschaft eingeweiht. Die Kunstfertigkeit des Bildhauers verleiht dem Werk eine lebhafte, spöttische Haltung des großen verzerrten Gesichts und der fließenden Linien, die auf das darunter liegende Wasserbecken zulaufen, eine barocke Form, die zwischen dem Imaginären und dem Realen angesiedelt ist. Das Werk wurde im Sommer 2014 im Rahmen des von der Stadt Florenz geförderten Projekts FLIC (Florence I Care) restauriert.

### Gedenksteine
Zwei Tafeln in der Loggia erinnern an die älteste Bausubstanz der Loggia. Die erste ist mit den Insignien der Capitani di Torre (die den Getreidemarkt beaufsichtigten), der Florentiner Lilie und dem Kreuz des Volkes versehen.
| P PARTE DELLI SPETTABILI SIGRI O TTO DI BALIA DELLA CITA DI FI RENZE SI PROIBISCE CHE SOTO LA LOGIA DELLA PIAZA DEL GRAИO E ATORИO A DETA PA ИOИ SI POSA FARE SPORCITIE DI SORTE ALCVИ A A BRACIA X SOTO PEИA DI Δ X E T RATI 2 DI FVИE ИEMEИO GIOCA RE LA PALA ИE A QVASIVOGLIA ALTRO GVOCO SOTO LE MED ESIME PEИE COИTRAFCEИDO |

Übersetzung: „Im Namen der hochgeschätzten Signori Otto di Balia der Stadt Florenz ist es verboten, unter der Loggia der Piazza del Grano oder um die besagte Piazza herum in einem Umkreis von zehn Braccia bei Strafe von zehn Scudi und zwei Hieben mit dem Strick Schmutz zu machen; auch das Spielen von Bällen oder anderen Spielen ist bei gleicher Strafe verboten“.
Nicht weit davon entfernt befindet sich zwischen der Parte Guelfa und dem Getreidemaß eine ähnliche Tafel, die ebenfalls das Wappen der Capitani di Torre trägt.
| P PARTE DELLI SPETTABILI SIGRI OT DI BALIA DELLA CITTÀ DI FIRENZ SI PROIBISCE CHE SOTTO LA LOGIA DELLA PIAZA DEL GRANO NE ATORN A DETA P· NO SI POSSA FARE SPORCI ZE DI SORTE ALCVNA A BRACIA X · SOTTO PENA DI · ΔDI · X E TRATI · 2 · DI FVNE NE MENO GOCARSI SOTT LE MEDESIME PENE CONTRAFACEND |

Die Übersetzung lautet: „Im Namen der geschätzten Signori Otto di Balia der Stadt Florenz wird verboten, dass unter der Loggia der Piazza del Grano und um die Piazza herum kein Schmutz innerhalb von zehn Braccia bei Strafe von zehn Scudi und zwei Hieben mit dem Strick gemacht werden darf; auch nicht das Glücksspiel, bei gleicher Strafe“.